# Arundhati Bhattacharya
Arundhati Bhattacharya (Calcuta, 18 de marzo de 1956) es una banquera india retirada que fue la primera mujer presidenta del Banco Estatal de India.

## Biografía
Nació en una familia bengalí en la ciudad de Calcuta. Es la menor de tres hermanos. Su madre era homeópata y su padre trabajaba en la planta de acero de Bhilai como ingeniero eléctrico. Se graduó en Literatura Inglesa en el Lady Brabourne College. Después realizó un máster en Arte Inglés, en la Universidad Jadavpur de Calcuta.

### Trayectoria profesional
Empezó a trabajar en el Banco Estatal de India en septiembre de 1977, a sus 22 años. Ascendiendo, durante sus 36 años de carrera laboral, llegó a ser la primera mujer que presidió el State Bank of India, entre los años 2013 y 20217, fecha en la que se retiró.
Posteriormente se incorporó en la dirección de otras empresas, como Piramal Group, Wipro Limited, SWIF India. Es una empresaria india que ha estado al frente de 15 empresas diferentes. En 2022 publicado el libro titulado Indomitable: A few stories about famous outcasts and their literary accounts.

## Premios y reconocimientos
- 2016 Forbes la clasificó entre las 100 mujeres más poderosas del mundo.[9]
- 2017 Incluida entre los 'Top 100 Global Thinkers de FP' por la revista 'Foreign Policy'.[1]
- 2018 Líder empresarial, por The Asian Award.[10]
- 2018 Leadership lessons from leading TED.[4]
- 2022 3ª en la lista de las "Mujeres líderes empresariales más influyentes de la India.[11]